# Norbert Radermacher

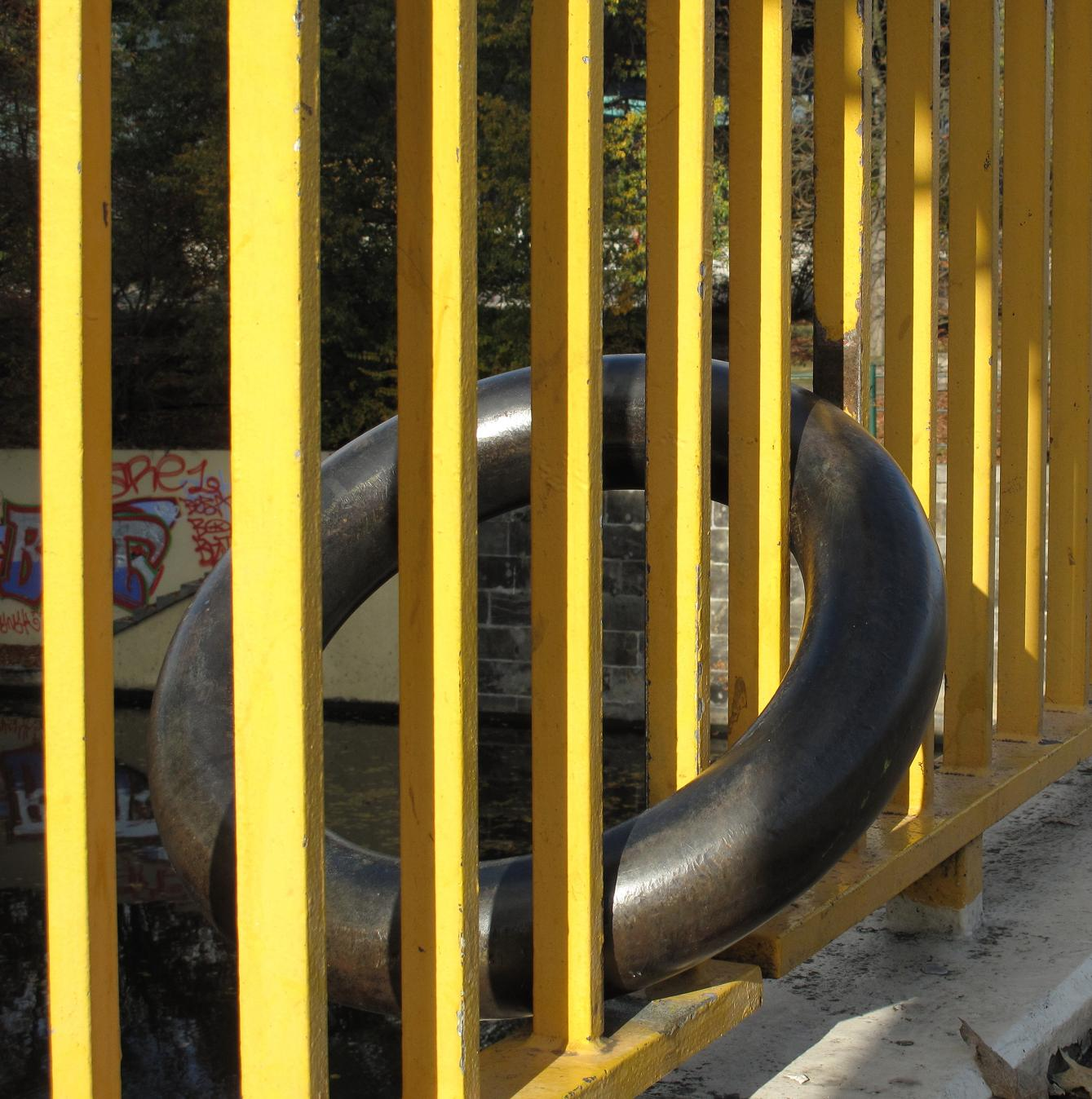
Der Ring (1985), Potsdamer Brücke, Berlijn

Norbert Radermacher (Aken, 1953) is een Duitse beeldhouwer/beeldende kunstenaar.

## Leven en werk
Radermacher studeerde van 1973 tot 1979 aan de kunstakademie van Düsseldorf. In 1979 ontving hij een studiebeurs van de
Ernst Forberg Stiftung en in 1980 bracht hij een studiejaar door met een Frans-Duitse beurs in Parijs. Hij leerde al wandelend de hele stad kennen en schiep iedere maand op een andere plek in de openbare ruimte een kunstwerk. Enkele Stücke für Städte waren Der Hellseher en Die Passage. In 1983 verhuisde hij naar Berlijn, waar hij een atelier betrok in het Künstlerhaus Bethanien. Hij nam in 1985 deel aan de expositie 1945-1985: Kunst in der Bundesrepublik Deutschland in de Berlijnse Neue Nationalgalerie en monteerde aan de Potsdamer Brücke, zonder toestemming, zijn Ring. Het eerste exemplaar werd later verwijderd, maar een nieuw exemplaar werd, nu wel met toestemming van de autoriteiten, geplaatst. Hij ontving in hetzelfde jaar de Vordemberge-Gildewart-beurs. In 1987 werd Radermacher uitgenodigd voor documenta 8 in Kassel en in 1988 ontving hij van de Philip Morris Company een atelierbeurs. In 1990 bezocht hij, met de Villa-Romana-Preis, het Palazzo Villa Romana in Florence.
In 1991 bracht een gasthoogleraarschap hem naar de Akademie der bildenden Künste München. Sinds 1992 is hij hoogleraar aan de Kunsthochschule Kassel.
Radermacher leeft en werkt in Berlijn.

## Fotogalerij

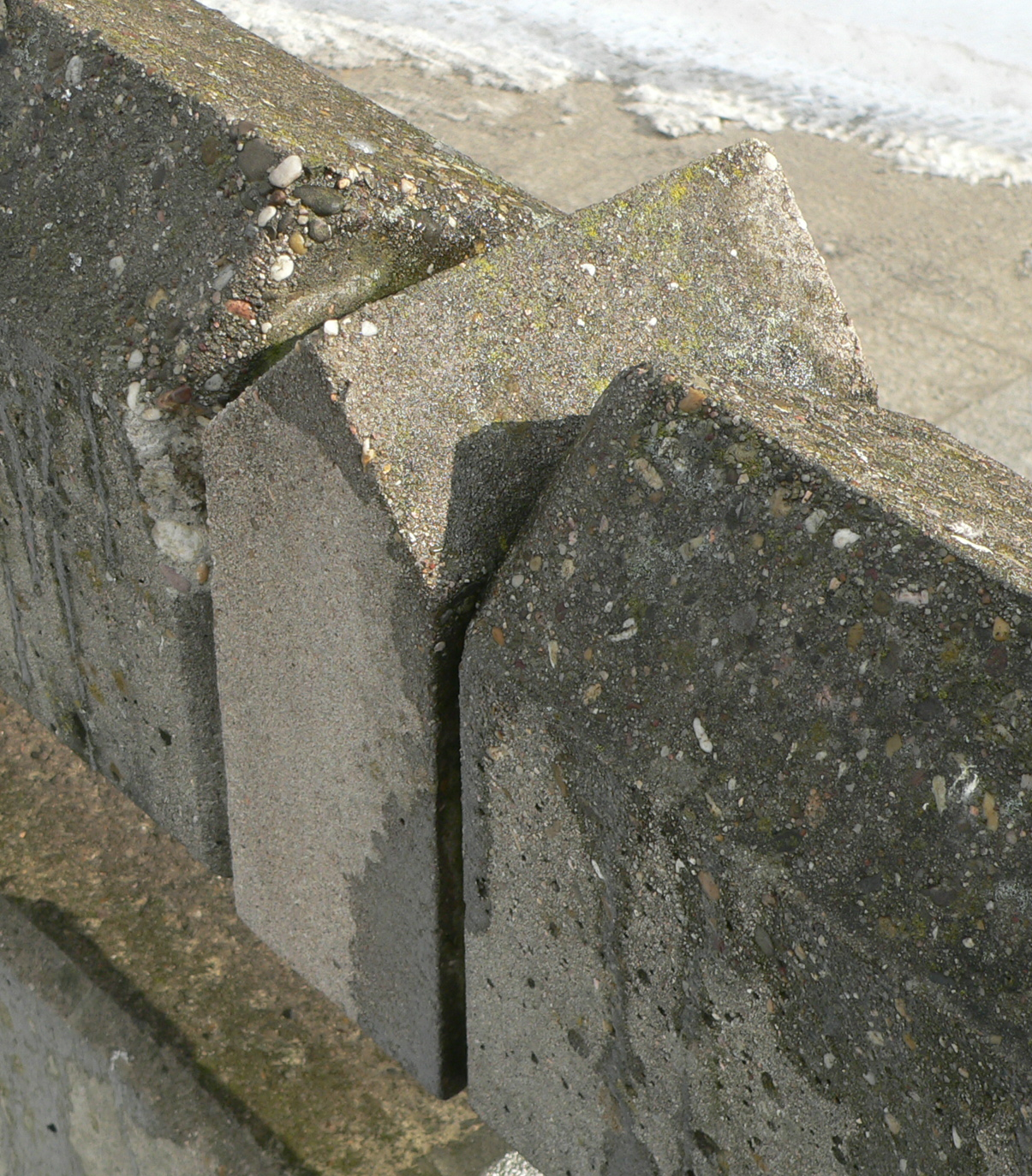
Das Gebäude (1987) in Stuttgart
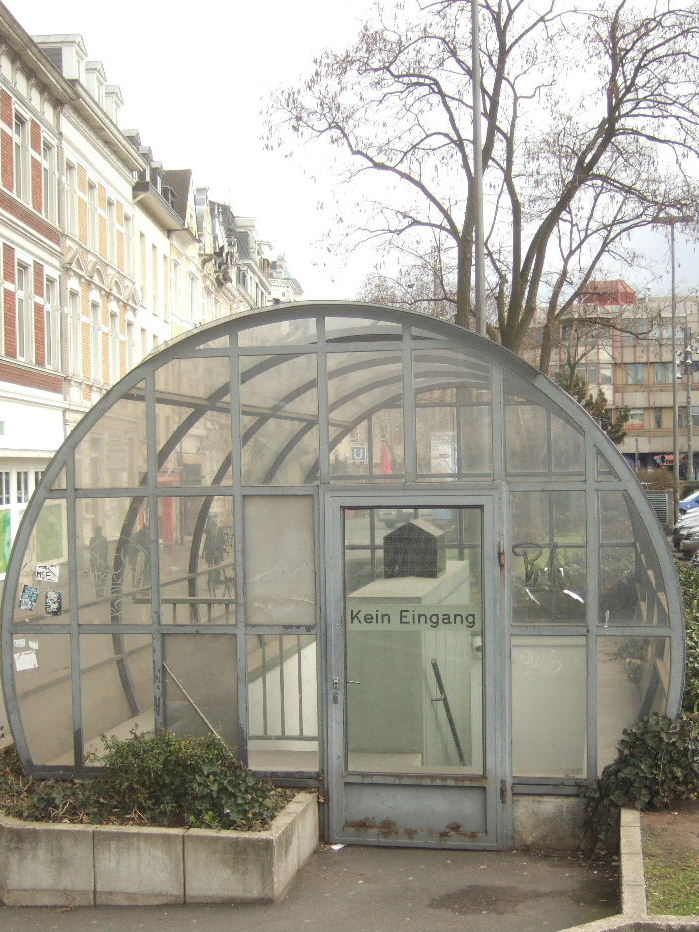
Der Schrein (1991), Stationsplein in Bonn
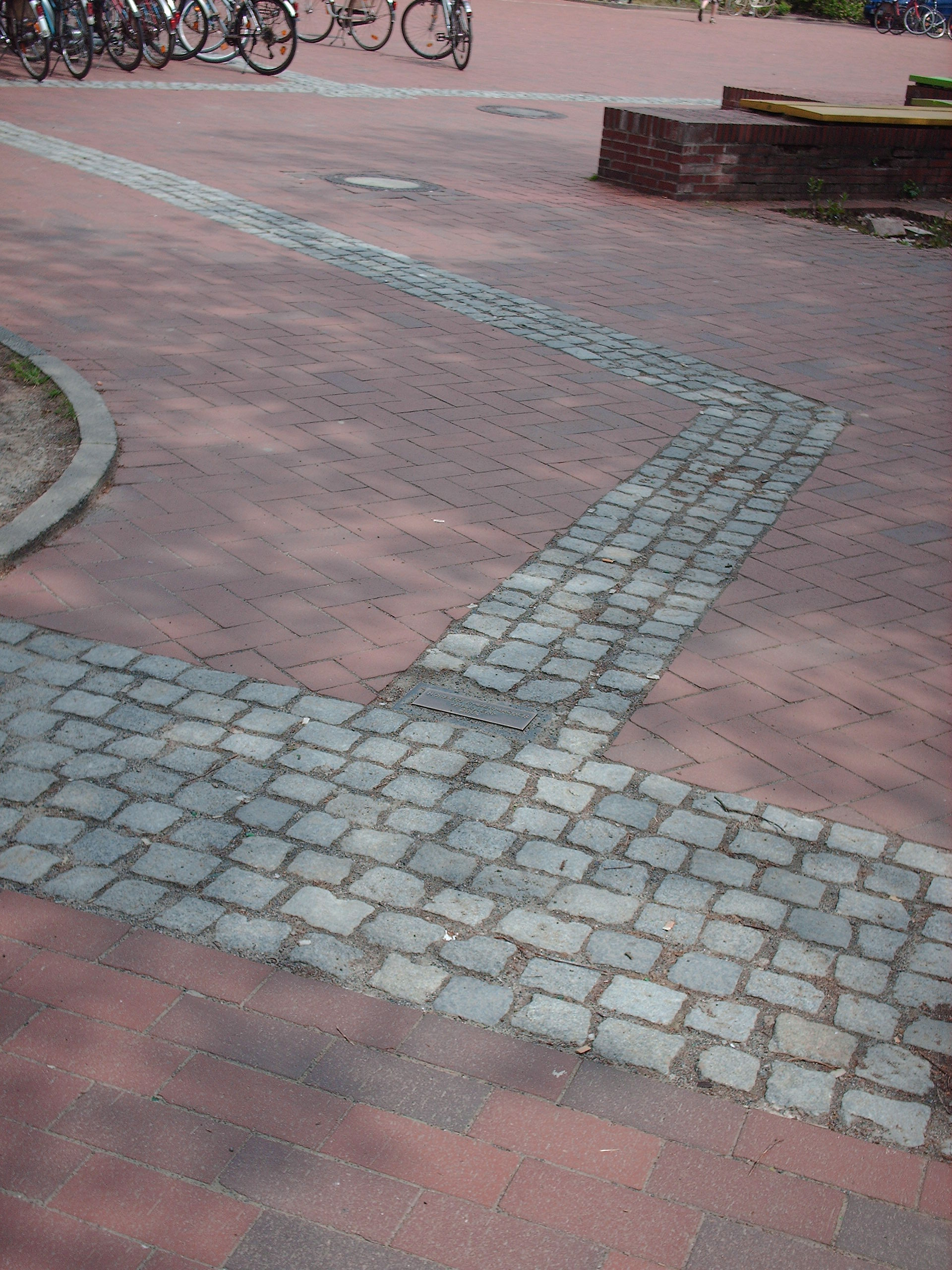
Die Marken (2004), Gießener Kunstweg

Gegen die Dimensionen der Stadt sind die Stücke klein. Wie der Rettungsring auf dem Ozeanriesen. Letztlich kann man sich nur daran festhalten.
— Norbert Radermacher (1987)